# Šah
Šah je igra na igralni deski za dva igralca. Šteje za miselno namizno potezno igro z dolgo tradicijo in visoko ravnjo organiziranosti po celem svetu, saj se odigravajo tako državna, celinska kot tudi svetovna srečanja, kakršna je šahovska olimpijada, ki se odvija vsaki dve leti. Igra ima preprosta pravila in spoštljivo tradicijo. Za igranje je potrebna šahovnica s 64 črno-belimi polji (8×8) in 6 različno močnih in različno gibajočih se figur. Na šahovnici je 1 kralj, 1 dama, 2 trdnjavi, 2 lovca, 2 skakača in 8 kmetov. Vsak igralec ima na začetku 16 figur razporejenih po določenem vrstnem redu zrcalno nasproti. Prvi na potezi ima bele in drugi črne figure. Cilj igre je matirati nasprotnega kralja.

## Nastanek in razvoj šaha
Šah kot igra se je skozi zgodovino razvijal podobno kot so se razvijale biološke vrste in nenazadnje svetovni jeziki (kar očitno velja tudi za ostale igre na deski). Spreminjanje enega ali več pravil je privedlo do nastanka nove igre. Kadar je takšna nova različica šaha izboljšala igro, je nadomestila prejšnjo.
O nastanku in razvoju šaha in šahu podobnim igram je bilo napisanega že mnogo. Ključno vprašanje pri vseh pa je kdaj in od kod izvira šah in kako se je posledično razširil po svetu. Raziskave so bile usmerjene predvsem v dva izvora informacij: arheološke najdbe in književna gradiva. Zaradi podobnosti šahovskih različic in bioloških vrst lahko o njih razmišljamo na način, kot razmišljamo o evoluciji genoma.
Na Japonskem je zanimiv razvoj šaha šogi, kjer obstaja veliko različic te igre, z različnimi nenavadnimi poimenovanji figur in še bolj nenavadno različnimi pravili. Največja znana različica igre šogi je tai-kjoku šogi, ki se je igrala na igralni tabli s 36x36 polji, kjer sta imela igralca na začetku igre vsak po 402 figuri.
Alex Robert Kraaijeveld je s filogenetsko analizo petnajstih različic igre šogi, kjer je upošteval 196 morfoloških in fizioloških lastnosti (npr. premiki figurin, pravila) prišel do zaključka, da je heian šogi najstarejša različica iger šogi, tega mnenja pa so tudi japonski zgodovinarji.
Tradicionalno mnenje zgodovinarjev je, da šah izvira iz Indije v poznem 6. ali zgodnjem 7. stoletju. Vendar pa se zadnja desetletja vse bolj krepi mnenje, da šah izvira s Kitajske. Primerjava zgodovinskih dokazov in filogenetične analize 40. šahovskih različic s celega sveta nakazuje, da šah vseeno izvira iz Indije.

## Zgodovina
Rojstvo šaha je še vedno zavito v skrivnost, kakor tudi izid igre ob izbiri najmočnejših potez na vsaki strani. (Temu je treba dodati, da ima beli na začetku majhno prednost, ker prvi naredi potezo). H. J. R. Murray v knjigi Zgodovina šaha (A history of chess, Oxford 1913) trdi, da je našel neovrgljive dokaze, ki pričajo o nastanku šaha okoli leta 570. Pri tej trditvi se avtor opira na neki perzijski ep, ki je slavospev indijskemu kralju Sriharišu (618-650). V tem epu obstaja med drugim tudi stih:
V njegovem času ni bilo drugih vojn
razen tistih na osemvrstnih ploščah.
Osemvrstna plošča je pesniški izraz za šahovnico, ki so ji takrat pravili aštapada. Oblike in poimenovanje figur so prevzemale vrsto tako oblik, barv, materialov, vlog in celo živalskih imen. Igro, kot jo sedaj uporabljamo poznamo nekako od leta 1000, ko vstopi v evropski prostor preko Rusije (9.stoletje), Španije (10.stoletje) in Italije (10.stoletje) in še zadnjič spremeni nekatere lastnosti. Ključna sprememba v tem času je preimenovanje prejšnjega vezirja v kraljico, pri tem pa postane kmalu tudi najbolj močna figura z dodatnimi močmi. V tem času tudi pridobi kmet v prvi potezi dva namesto enega polja. Te spremembe pravil se zgodijo v Italiji. Vedno bolj se ustalijo tudi pravila glede tega, kaj je neodločen rezultat. Po letu 1920 se ustanovi množica šahovskih klubov in revij, z letom 1850 se pričnejo tudi prva organizirana tekmovanja v šahu z mednarodno vlogo in tako pridobi vlogo tekmovalne igre v podobnem obdobju kot se organizirajo tudi ostali športi.  Leta 1914 imenuje prve šahovske velemojstre ruski car Nikolaj, a ne gre za uradna pripoznanja. FIDE je bil ustanovljen leta 1924, kar pomeni resnično svetovno uveljavitev miselnih iger ali vsaj načrtno vzpodbujanje igre na vseh nivojih. Po drugi svetovni vojni in nastopu hladne vojne so šahovske tekme vir posebne draži.
Nedavna zgodovina šaha vpleta v igro šaha tekmo z umetno inteligenco, računalniki.

## Zgodovina šaha v Sloveniji

### Začetki
Po zgodovinskem razvoju se je evropski problemski šah uveljavil precej pred turnirskim. Temu razvojnemu trendu smo sledili tudi Slovenci in najprej dosegli mednarodno raven v sestavljanju šahovskih problemov. V letu 1856 smo se začeli približevati svetovnemu problemskemu vrhu ter dosegali najvišja priznanja: Josip Plahuta, Josip Ogrinec, Ivan Kos, Robert Braune, Andrej Anton Uršič in drugi. S turnirskimi uspehi je sloves slovenskega šaha ponesel v svet dr. Milan Vidmar. Po velemojstrskem uspehu v San Sebastianu (1911) je pospešil ustanovitev prvega slovenskega šahovskega društva. Tako je bil 31. januarja 1912 ustanovljen Ljubljanski šahovski klub, ki mu je predsedoval Henrik Pfeifer. Začetek prve svetovne vojne je zaključil prvo razvojno obdobje slovenskega šaha s številnimi amaterji in krožki ter enim društvom, enim velemojstrom, brez mojstrov in petimi problemskimi mojstri.

### Med obema vojnama
Po 1. svetovni vojni si je šah, v žal zelo skrčeni Sloveniji v okviru nove države, Kraljevine SHS oziroma Jugoslavije (od 1929), hitro opomogel ter prevzel pobudo. Porajala so se nova šahovska društva. V tujini se je Vasja Pirc uveljavil do priznanega mednarodnega mojstra, ki je trikrat osvojil državno prvenstvo Jugoslavije (1935, 1936 in 1937). Leta 1940 je prvak Jugoslavije postal Milan Vidmar. Med več prireditvami je bilo odmevno srečanje med reprezentancama dravske in savske banovine v Ljubljani 2. junija 1935 na 20 deskah z izidom 12,5: 7,5 za slovenske šahiste. Tega dne je 35 delegatov iz 12 klubov sprejelo sklep o ustanovitvi Slovenske šahovske zveze. Ta sklep so 22. decembra 1935 še enkrat potrdili delegati 20 klubov s 736 člani (glasovi). Za predsednika je bil izvoljen predsednik pripravljalnega odbora in predsednik ŠK Šempeter Ljubljana, Anton Kozina, za častnega predsednika pa dr. Milan Vidmar. To je bila tedaj edina banovinska šahovska zveza. Slovenija je edina v predvojni Jugoslaviji prirejala mednarodne turnirje.
Z zasedbo in razdelitvijo slovenskega ozemlja med tri okupatorje, aprila 1941, se je končalo tudi plodno drugo obdobje slovenskega šaha, ki je štelo že 31 šahovskih klubov z več kot 800 člani. Poleg velemojstra in mednarodnega mojstra smo imeli še pet mojstrov in vrsto najmočnejših amaterjev. Odigranih je bila cela vrsta domačih in mednarodnih turnirjev.

### Po drugi vojni, do osamosvojitve
V Sloveniji je svoje delo po drugi svetovni vojni takoj obnovil Šahovski odbor Slovenije in že ob prelomu 1945/46 v Ljubljani priredil turnir osvoboditve. ŠZS je že februarja 1949 s prvo številko mesečnika ŠAH začela tekoče objavljati poročila o bogatem šahovskem življenju doma in v tujini z dobrimi komentiranimi partijami in teoretičnimi pregledi, o dogodkih po deželi, o množičnih srečanjih, razvitem sindikalnem šahu, simultankah, o problemskem šahu in drugem. Z letom 1952 je prenehal izhajati. Ponovno je začel leta 1976 izhajati Šahovski Vestnik, kvalitetno glasilo, ki je pomembno zaznamoval obdobje med svetovnima vojnama. Pri reprezentančnih srečanjih moramo najprej izjemoma navesti povojno olimpiado 1950 v Dubrovniku z zlato medaljo. Čedalje bolj so začeli prevladovati mednarodni turnirji, ki so bili ob plačilu prijavnine odprti za vse šahiste in šahistke. Uveljavili so se letni festivali, na katere si prizadevajo privabiti kar največ velemojstrov in mednarodnih mojstrov. Zaradi velike udeležbe, tudi po več sto igralcev, uporabljajo švicarski sistem določanja parov, največkrat za 9 ali 11 kol. Na Slovenskem je najstarejši blejski festival, ki se ga udeležujejo mlajši šahisti in šahistke in tako že zgodaj nastopajo v mednarodni areni in hitreje napredujejo. Od leta 1990 je redno na sporedu tudi odprti mednarodni šahovski turnir mesta Ljubljana. Naslednje leto se mu je pridružil še odprti mednarodni turnir Alpe-Adria v Portorožu, ki je po smrti Jovana Nikoliča usahnil, začeli pa so se turnirji v Novi Gorici. Šahovska igra je pri Slovencih že dolgo med najbolj razširjenimi aktivnostmi nasploh. Največje število je bilo doseženo leta 1984, ko je bilo včlanjenih 115 organizacij z več kot 9200 registriranimi člani in članicami. Samo 11 jih je imelo na voljo lastne društvene prostore. V zadnjih letih se je število ustalilo pri 80-85 društvih z okrog 3800 registriranimi člani ter okrog 10.000 igralci na rating listi.

### V samostojni Sloveniji
Šah je s politiko svetovne šahovske zveze FIDE in prav tako kontinentalne zveze, ki organizirata mladinske evropske in svetovne festivale mladih v starostnih skupinah do 10, 12, 14, 16 in 18 let, veliko pridobil na razvoju. Zelo priljubljeno postaja tudi v Sloveniji, saj se je z uvedbo novih mladinskih tekmovanj število udeležencev na državnih tekmovanjih povečalo s 40 na blizu 300. Prvi nastop za samostojno Slovenijo je bil leta 1992 na šahovski olimpiadi v Manili, kjer je bil dosežen izreden uspeh z delitvijo 17.-21. mesta med 102 državami in z bronasto medaljo Leona Gostiše na 4. deski, ki je tudi prva medalja za Slovenijo nasploh. Od leta 1991 je četrtletno izhajala Šahovska misel, ki je v letu 2001 začela izhajati mesečno. Računalniki so omogočili redno izdajanje turnirskih biltenov in olajšali pripravo in ponatis mnogih knjig. Največje priznanje je bilo slovenskemu šahu izkazano leta 1998 na kongresu svetovne organizacije FIDE v Elisti, ko so mu zaupali organizacijo 35. Šahovske olimpijade leta 2002 na Bledu.

## Šah v drugih jezikih
| Jezik                      | Kralj           | Dama                    | Trdnjava  | Lovec          | Skakač      | Kmet                        | Šah (igra)   | Napoved šaha | Mat               |
| -------------------------- | --------------- | ----------------------- | --------- | -------------- | ----------- | --------------------------- | ------------ | ------------ | ----------------- |
| Simbol                     | ♔ ♚             | ♕ ♛                     | ♖ ♜       | ♗ ♝            | ♘ ♞         | ♙ ♟                         | ...          | +            | #                 |
| Slovenščina (drugi nazivi) | K kralj         | D kraljica              | T top     | L laufar/tekač | S konj      | (P) pion                    | Šah          |              |                   |
| Arabščina                  | م               | ف                       | ر         | فل             | حص          |                             | شطرنج        |              |                   |
| Katalonščina               | R rei           | D dama/reina            | T torre   | A alfil        | C cavall    | (P) peó                     | Escacs       | Escac, Xec   | Escac i mat       |
| Kitajščina                 | K 王            | Q 后                    | R 車      | B 象           | N 馬        | 兵                          | 國際象棋     | 將軍         | 將死              |
| Češčina                    | K král          | D dáma                  | V věž     | S střelec      | J jezdec    | (P) pěšec                   | Šachy        | Šach         | Mat               |
| Danščina                   | K konge         | D dronning              | T tårn    | L løber        | S springer  | (B) bonde                   | Skak         | Skak         | Skakmat           |
| Nizozemščina               | K koning        | D dame                  | T toren   | L loper        | P paard     | pion                        | Schaken      | Schaak       | Mat               |
| Angleščina                 | K king          | Q queen                 | R rook    | B bishop       | N/Kt knight | (P) pawn                    | Chess        | Check        | Checkmate         |
| Esperanto                  | R reĝo          | D damo                  | T turo    | K kuriero      | Ĉ ĉevalo    | (P) peono                   | Ŝako         | Ŝak          |                   |
| Estonščina                 | K kuningas      | L lipp                  | V vanker  | O oda          | R ratsu     | (E) ettur                   | Male         | šahh         |                   |
| Finščina                   | K kuningas      | D kuningatar/ daami     | T torni   | L lähetti      | R ratsu     | (S) sotilas                 | shakki       | shakki       | shakkimatti/matti |
| Francoščina                | R roi           | D dame                  | T tour    | F fou          | C cavalier  | (P) pion                    | Jeu d'échecs | Échec        | Échec et mat      |
| Nemščina                   | K König         | D Dame                  | T Turm    | L Läufer       | S Springer  | (B) Bauer                   | Schach       | Schach       | Schachmatt        |
| Grščina                    | Ρ βασιλιάς      | Β βασίλισσα             | Π πύργος  | Α αξιωματικός  | Ι ίππος     | (Π) πιόνι                   | Σκάκι        |              | Mάτ               |
| Hebrejščina                | מלך             | מלכה                    | צריח      | רץ             | פרש         | רגלי                        | שחמט         | שח           | מט                |
| Madžarščina                | K király        | V vezér                 | B bástya  | F futó         | H huszár    | (P) gyalog/ paraszt         | Sakk         | Sakk         | Matt              |
| Islandščina                | K kóngur        | D drottning             | H hrókur  | B biskup       | R riddari   | (P) peð                     | Skák, tafl   | Skák         | Skák og mát       |
| Indonezijščina             | R raja          | M menteri               | B benteng | G gajah        | K kuda      | (P) pion                    | Catur        | Skak         |                   |
| Irščina                    | R rí            | B banríon               | C caiseal | E easpag       | D ridire    | (F) fichillín/ ceithearnach | Ficheall     | Sáinn        | Marbhsháinn       |
| Japonščina                 | キング '        | クイーン '              | ルーク '  | ビショップ '   | ナイト '    | ポーン                      | チェス       | 王手         |                   |
| Korejščina                 | K 킹            | Q 퀸                    | R 룩      | B 비숍         | N 나이트    | (P) 폰                      | 체스         |              |                   |
| Italijanščina              | R re            | D donna                 | T torre   | A alfiere      | C cavallo   | (P) pedone                  | Scacchi      | Scacco       | Scacco matto      |
| Latinščina                 | K rex           | Q regina                | R turris  | B episcopus    | N eques     | (P) pedes                   | Scacci       | Scaccus      | Mattus            |
| Litvanščina                | K karalius      | V valdovė               | B bokštas | R rikis        | Ž žirgas    | (P) pėstininkas             | Šachmatai    | Šach         | Matas             |
| Luksemburščina             | K kinnek        | D damm                  | T tuerm   | L leefer       | P päerd     | (B) bauer                   | Schach       | Schach       | Schachmatt        |
| Norveščina                 | K konge         | D dronning              | T tårn    | L løper        | S springer  | (B) bonde                   | Sjakk        | Sjakk        | Sjakkmatt         |
| Poljščina                  | K król          | H hetman                | W wieża   | G goniec       | S skoczek   | (P) pion                    | Szachy       | Szach        | Mat               |
| Portugalščina              | R rei           | D dama (formely rainha) | T torre   | B bispo        | C cavalo    | (P) peão                    | Xadrez       | Xeque        | Mate              |
| Romunščina                 | R rege          | D regină                | T turn    | N nebun        | C cal       | (P) pion                    | Şah          | Şah          | Mat               |
| Ruščina                    | Кр король       | Ф ферзь                 | Л ладья   | С слон         | К конь      | (П) пешка                   | Шахматы      | Шах          | Мат               |
| Sicilijanščina             | R re            | D riggina               | T turru   | A alferu       | S scecchu   | (P) pidinu                  | Scacchi      |              |                   |
| Slovaščina                 | K kráľ          | D dáma                  | V veža    | S strelec      | J jazdec    | (P) pešiak                  | Šach         | Šach         |                   |
| Španščina                  | R rey           | D dama/reina            | T torre   | A alfil        | C caballo   | (P) peón                    | Ajedrez      | Jaque        | Jaque mate        |
| Švedščina                  | K kung          | D dam                   | T torn    | L löpare       | S springare | (B) bonde                   | Schack       | Schack       | Schack matt       |
| Turščina                   | Ş/K şah/kral    | V vezir                 | K kale    | F fil          | A at        | (P) asker/ piyon            | Satranç      | Şah          | Mat               |
| Ukrajinščina               | Kр король       | D королева              | T тура    | C слон         | K кінь      | (П) пішак                   | Шахи         | Шах          | Мат               |
| Velščina                   | T teyrn/ brenin | B brenhines             | C castell | E esgob        | M marchog   | G gwerinwr                  | Gwyddbwyll   | Siach        | Siachmat          |